# Euphorbia minutula
Euphorbia minutula är en törelväxtart som beskrevs av Pierre Edmond Boissier. Euphorbia minutula ingår i släktet törlar, och familjen törelväxter. Inga underarter finns listade i Catalogue of Life.